# Plaque d'immatriculation nigérienne
La plaque d’immatriculation au Niger permet, comme tous les types de plaques minéralogiques d’identifier les véhicules. 

## Système d'immatriculation (2005)

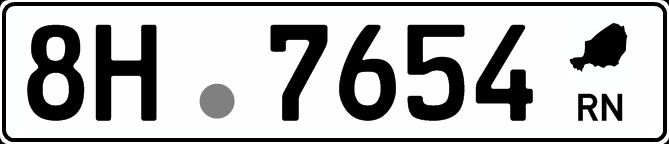
Immatriculation nigérienne depuis 2005

Le système actuel de plaques d’immatriculation régulières pour les véhicules privés au Niger a été introduit en 2005. Il a le format 1A2345, où 1 - l’indicatif régional, A - Série, 2345 - numéro.

### Indicatif régional (Z)
Les chiffres attribués aux 8 régions sont :
- 1 - Agadez
- 2 - Diffa
- 3 - Dosso
- 4 - Maradi
- 5 - Tahoua
- 6 - Tillabéri
- 7 - Zinder
- 8 - Niamey

## Système d'immatriculation (avant 2005)

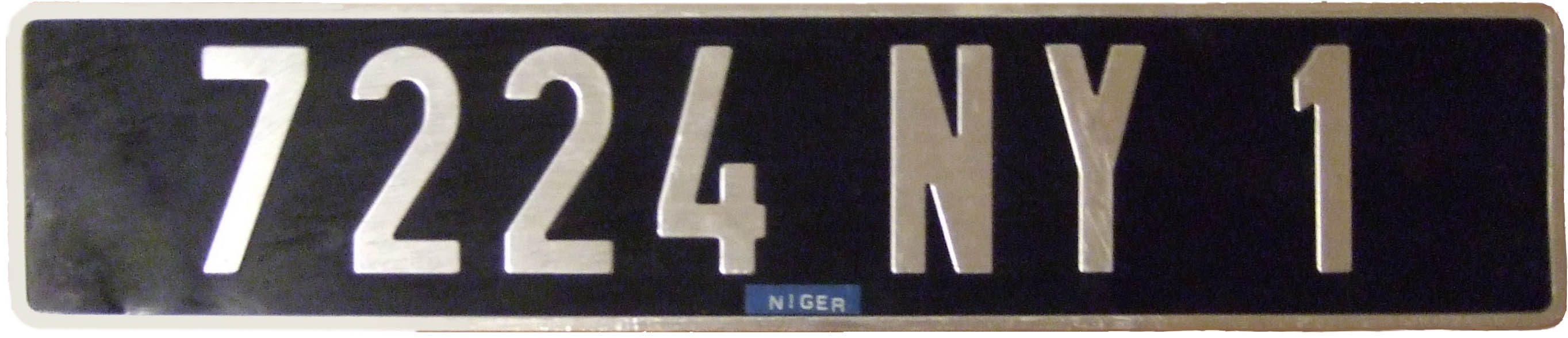
Plaque avant 2005

Il existe plusieurs types de numérotation de véhicule au Niger : véhicule particulier (personnel, commercial), administratif, usage temporaire, militaire et paramilitaire).
Le système d'immatriculation est du type : XX YYYY RNZ (Exemple AB 7074 RN8).
XX : Catégorie de numérotation
YYYY : série de numérotation
RN: République du Niger
Z : Région du Niger (NB : il y a huit (8) régions au Niger)